# Запуск наковальни
Запуск наковальни (также выстрел наковальней или салют наковальней) — распространённая на территории Великобритании практика проверки качества наковален путём стрельбы наковальней в воздух при помощи заряда пороха. Качественной и безопасной считается наковальня, выдержавшая взрыв чёрного пороха.

## Метод
Для осуществления запуска обычно используются две наковальни. Первая наковальня, применяемая в качестве опоры, ставится на землю основанием вверх, а вторая — на первую сверху, однако основанием вниз. Заряд пороха помещается между ними. 
Существует и другой способ, когда нижняя наковальня ставится вертикально, порох насыпается в её отверстие для приспособлений. Отверстие закрывается сверху, например, игральной картой, через которую продевается шнур-запал. Верхняя наковальня при этом ставится перевёрнутой.
Иногда может запускаться и одиночная наковальня; в таком случае она ставится на каменное основание, пороховой заряд размещается под её основание.
Для осуществления запусков используется только чёрный порох. Для запуска не пригоден Бездымный порох, так как горит быстрее, вследствие чего скорее взорвёт и испортит наковальню, чем подбросит её. Запал делается из длинного шнура, который должен быть достаточно длинным, чтобы успеть поджечь его и удалиться на безопасное расстояние.
Наковальни традиционно запускались в День Святого Климента, в честь папы Климента I, покровителя кузнецов и металлистов.
Хотя в последние годы практика запуска наковален сократилась, энтузиасты до сих пор участвуют в стрельбах наковальнями, в показательных выступлениях и соревнованиях. 5 сентября 2011 года на Science Channel состоялась премьера телесериала «Летящие наковальни» (англ. Flying Anvils), посвящённого запускам наковален.

## Опасность для окружающих
Взлетевшая наковальня может упасть на людей. Возможно и преждевременное воспламенение пороха, когда одну наковальню ставят на другую наковальню. К тому же сами наковальни или их основания, если они слабые или дефектные, могут расколоться с образованием опасных осколков.

## Физика и химия
В основе способа запуска лежит тот факт, что чёрный порох является взрывчатым веществом, которое горит быстрее под давлением.

## Историческое использование
Салют из 21 наковальни заменил традиционный салют из 21 орудия в День Виктории 1860 года в Нью-Уэстминстере, Британская Колумбия, после того как городские пушки и статус столицы Британской Колумбии были отняты.
7 ноября 1864 года во время гражданской войны командир ополчения Айова в округе Дэвис, штат Айова, после получения разведданных, не имея артиллерийского орудия в своём распоряжении, приказал местному жителю стрелять наковальней в округе Блумфилд, чтобы предупредить ополченцев окраинных поселений о присутствии конфедератов в округе Дэвис. Это было сделано в ответ на сообщение о двух подозреваемых конфедеративных партизанах в резиденции по соседству, где они требовали деньги и еду и терроризировали крестьян, мистера и миссис Гор. Частное лицо, выполнившее приказ о запуске наковальни, получило серьёзные травмы.
Одно знаменательное празднование состоялось в тот день, когда штат Техас проголосовал за выход из Союза. 23 февраля 1861 года техасский рейнджер и выдающийся сторонник Союза Томас Лоптон Кэмпбелл-младший был взят в плен и вынужден «стрелять наковальнями» на улицах Остина.